# Мевіус Аполлон Федорович
Мевіус Аполлон Федорович (* 24 листопада 1820 — 20 жовтня 1898, Харків) — гірничий інженер, один із засновників металургійної промисловості України, голова З'їзду гірничопромисловців Півдня Росії, засновник і професор першої в Україні кафедри металургії Харківського технологічного університету, радник і представник фінансово-промислової групи О. К. Алчевського.

## Біографія
Священицька родина Мевіусів походила з Німеччини, Аполлон Федорович був по лінії батька прямим нащадком богослова Мартіна Лютера.
Народився в Томській губернії в сім'ї гірничого інженера Ф. П. Мевіуса. 1842 р. успішно закінчив інститут корпусу гірничих інженерів і був направлений на Уральські заводи: спочатку працює наглядачем Туринського, а потім управителем Златоустовського заводів.
1851 р. направлений у Керч, де разом з металургами Луганського заводу вперше з місцевої руди отримує чавун і переробляє його в сталь.
У 1856—1957 рр. керує геологічними дослідженнями в центральній частині Донбасу. На базі відкритих родовищ коксівного вугілля і залізної руди спроектував металургійний завод в Луганську. 1858 р. керував будівництво цього Петровським заводу (нині — Єнакієве).
1861 р. призначений начальником Луганського гірничого округу, в обов'язки якого входило управління заводом і рудниками, а також їх робітничими поселеннями.
Був одним з організаторів З'їздів гірничопромисловців Півдня Росії. Був головою Ради з'їздів з 1876 по 1896 р.
Один з ініціаторів створення Харківського технологічного інституту, при якому організував 1887 р. кафедру металургії і став її першим професором.
Автор понад 100 наукових робіт.
Мевіус Аполлон Федорович — автор наукової праці «Будущность горнозаводского промысла на Юге России» (1867 р.).

## Твори
Автор понад 100 друкованих праць.
- Курс металлургии чугуна и железа (1847),
- Курс чугунолитейного производства (1856),
- Будущность горнозаводского промысла на юге России (1867),
- Комнатное отопление минеральным углем (1892),
- Учебный курс металлургии чугуна, железа и стали (1894),
- Технический французско-русский словарь (Харьков, 1898),
- Горнопромышленная карта Донецкого бассейна (1890, 1894 и 1897).

## Виноски
1. ↑   Развитие металлургии в Украинской ССР. — Наукова думка, 1980. — 959 стор. — С. 143. (рос.)

| Персоналії | Це незавершена стаття про особу. Ви можете допомогти проєкту, виправивши або дописавши її. |